# 梅七铁路
梅七铁路是咸铜铁路的一条支线，全线位于陕西省铜川市境内。线路由咸铜铁路梅家坪站引出，经耀州、铜川市区到黄陵县七里镇站，全长124公里，目前建成通车的梅家坪-前河镇站区间全长69公里。作为陕西省内重要煤运通道之一，梅七铁路业务目前以运煤为主，现仅开行8355/8、8356/7次1对通勤列车办理沿线客运业务。

## 线路

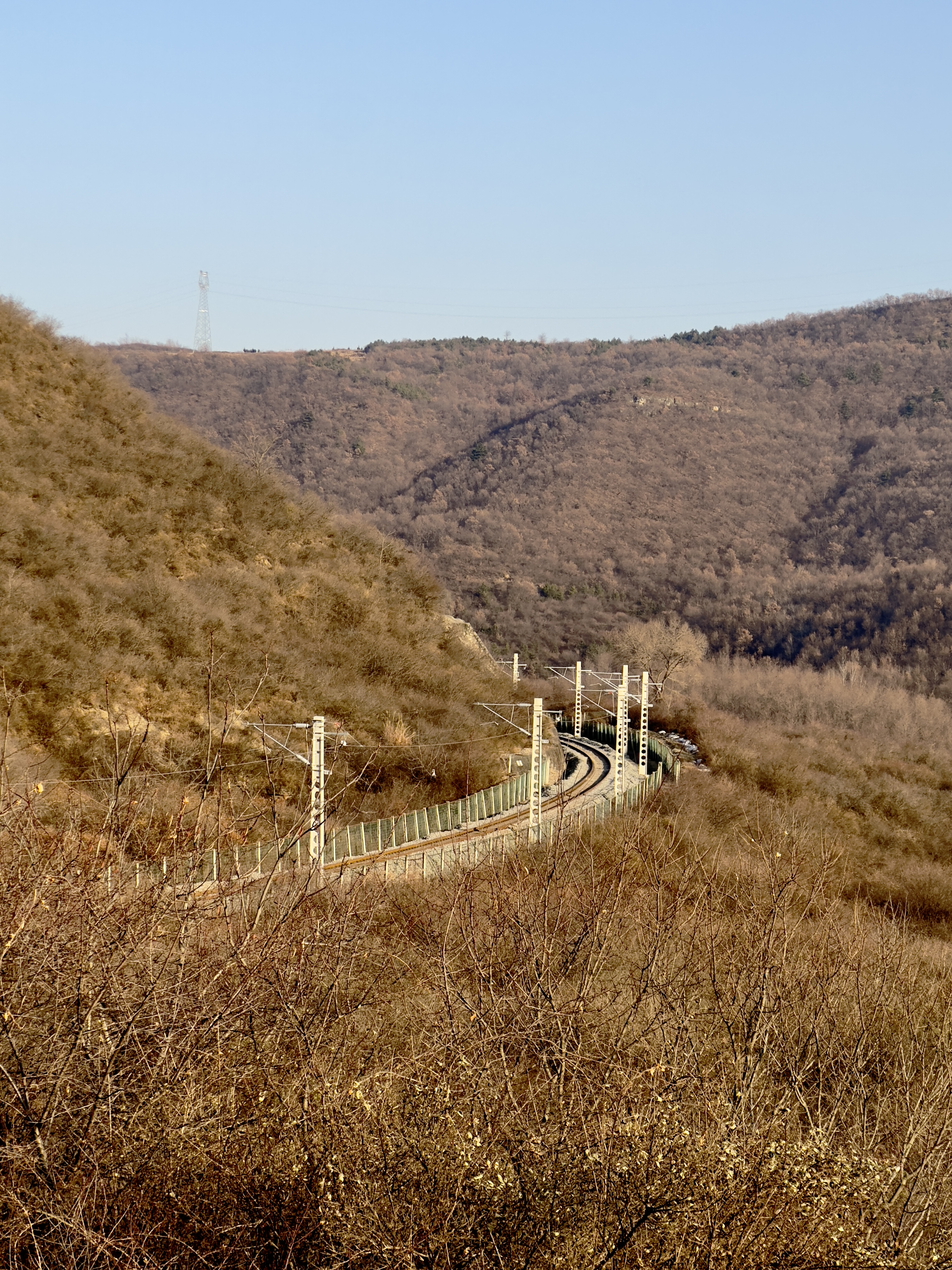
梅七铁路位于瑶曲展线前河镇一端的弯道

梅七铁路最初设计为货运铁路，为一级铁路专用线，南起于咸铜铁路梅家坪站北端，跨石川河后沿其支流沮水河二级台地前进12公里左右后进入峡谷。在经过瑶曲后，线路进入展线越岭地段，用限坡盘绕，形成小马蹄形，然后穿白塔隧道群沿西沟以大半圆环而上，穿越凤凰山分水岭后经总长3834米的崔家沟隧道后到达前河镇车站。线路全长69公里，与咸铜铁路呈“Y”字型布局。线路通过地段多为山区，高山深沟较多；途中共设有耀州西、寺沟、柳林镇、田家咀、瑶曲、安子沟6座车站，先后经过焦坪、建庄和黄陵三个矿区。
线路限制坡度上行（重车）6‰，下行17‰；曲线最小半径400米，困难地段300米；钢轨类型43公斤/米。线路桥梁载重中—22级，到发线有效长度650米。

## 历史
线路于1966年至1969年8月由铁道部一勘测设计院完成勘测与设计工作。1970年初，梅七铁路始建；施工队伍包括少量的解放军与几十名铁路员工，主体是渭南地区、延安地区9个县的3.7万名民兵。1972年5月撤销梅七铁路建设指挥部，剩余工程和4条煤矿专用线工程全部移交给铁道部第一工程局继续施工。至1973年12时已铺轨至前河镇站。1974年，线路前河镇至七里镇段开工，后又于1977年停工；迄今尚未复工续建。停工时，已经完成投资1391.8万元。
1977年3月，梅家坪工业编组站开工扩建，于1984年11月竣工。1985年9月，线路正式交付运营。
2021年5月，中国国家铁路集团有限公司与陕西省人民政府联合批复了《咸铜铁路、梅七铁路电气化改造工程可行性研究报告》，咸铜铁路、梅七铁路电气化改造工程正式启动。2022年8月5日，咸铜铁路、梅七铁路电气化改造工程全线开通。

## 线路问题与沿线事故
梅七铁路在梅前段勘测期间不按基建程序办事，忽视地质工作，造成选线时对许多滑坡没有给予重视，进而给线路路基工程造成不少困难和损失。另一方面，由于民兵施工队伍在全段铺开施工，加之“文化大革命”期间过分强调“人民战争”中的“高速度”，故而修建过程中只重速度而非質素，导致线路花钱多、建设周期长但工程質素不良。
1974年，线路K33里程附近发生沉陷，1股道路肩发生陷落，钢轨悬空，路堤坡面发生溜坍。1976年雨季，曾于1年之内修宽的路基及位于填方地段的截水沟亦沉陷毁坏，最终造成路堤滑坡。1990年雨季，梅七线K43里程附近发生滑坡。线路左侧浆砌片石侧沟长50米被挤裂并发生破损；右侧浆砌片石路肩墙因此次滑坡发生倾斜与下沉。拱涵下游有四节涵身因受挤压发生1至3毫米的错位，涵洞翼墙梅家坪一端被挤出10毫米。

## 延伸阅读
- 侯西铁路